# Pachnoda vethi
Pachnoda vethi är en skalbaggsart som beskrevs av Lansberge 1886. Pachnoda vethi ingår i släktet Pachnoda och familjen Cetoniidae. Inga underarter finns listade i Catalogue of Life.